# Johann Philipp Franz von Schönborn
Johann Philipp Franz von Schönborn (ur. 15 lutego 1673 w Würzburgu; zm. 18 sierpnia 1724 koło Bad Mergentheim) – książę biskup (niem. Fürstbischof) Würzburga w latach 1719–1724. Zapoczątkował budowę barokowej rezydencji w Würzburgu.

## Życie
Był najstarszym synem ministra stanu księstwa Moguncji oraz bratankiem elektora Rzeszy arcybiskupa Lothara Franza von Schönborna. Jego młodsi bracia to: Friedrich Karl von Schönborn (książę biskup Würzburga i Bamberga), Hugo Damian von Schönborn (kardynał, książę biskup Konstancji i Trewiru) oraz Franz Georg von Schönborn (Elektor Rzeszy (niem. Kurfürst), książę biskup Wormacji, książę opat (niem. Fürstabt) klasztoru Prüm, książę proboszcz (niem. Fürstpropst) Ellwangen (Jagst)).
Od 1681 uczęszczał do gimnazjum jezuickiego w Aschaffenburgu, następnie studiował w Würzburgu, Moguncji i Rzymie.
Pierwsze doświadczenia dyplomatyczne zbierał w Anglii, Niderlandach i Francji. Tam też zobaczył barokowe rezydencje takie jak Wersal, co wpłynęło na jego decyzję o budowie pałacu w Würzburgu.
W 1685 został kanonikiem, od 1699 zasiadał w kapitule katedralnej a w 1719 został wybrany na księcia biskupa. Święcenia biskupie otrzymał od swojego potężnego wuja Lothara Franza von Schönborna, który jednak faworyzował młodszego brata Johanna, Friedricha Carla. Lothar często krytykował rządy Johanna, który był znienawidzony przez własnych poddanych i któremu nigdy nie udało się zdobyć żadnej znaczącej pozycji politycznej w Rzeszy.
W 1720 Johann rozpoczął budowę upragnionej rezydencji, co wymagało ogromnych nakładów finansowych. Wprowadzono więc drastyczną podwyżkę podatków. Budowę powierzono młodemu architektowi Balthasarowi Neumannowi. 
W 1721 Johann położył kamień węgielny pod zaprojektowaną przez Neumanna kaplicę dla rodziny Schönborn (Schönbornkapelle) w katedrze w Würzuburgu.
Johann Philipp Franz zmarł nagle, w trakcie polowania, prawdopodobnie wskutek problemów z krążeniem krwi. Niektórzy dopatrywali się działania trucizny. Nie było mu dane zamieszkać w wymarzonej rezydencji, która pomimo wielkich nakładów była gotowa jedynie w jednej piątej. Następca Johanna, Christoph Franz von Hutten, nie spieszył się z dokończeniem budowy. Rezydencja została ukończona dopiero po 24 latach, za czasów Friedricha Karla von Schönborna (brata Johanna).